# Apusomonadida
Apusomonadida é uma ordem de protozoários do grupo Apusozoa.
O clado é constituido pelos gêneros: Apusomonas, Amastigomonas, Podomonas, Manchomonas, Multimonas e Thecamonas.